# 니콜라 코자
니콜라 루이 마르셀 코자(프랑스어: Nicolas Louis Marcel Cozza, 1999년 1월 8일 ~ )는 프랑스의 축구 선수이다. 그의 포지션은 중앙 수비수 또는 왼쪽 풀백으로, 현재 리그 1의 낭트에서 활약하고 있다.

## 클럽 경력
코자는 2010년에 몽펠리에 유소년 팀에 입단하였고, 2017년 6월 14일에 첫 프로 계약을 체결했다. 2017년 11월 19일, 그는 0-0으로 비긴 리옹과의 리그 1 경기에서 몽펠리에 소속으로 프로 데뷔전을 치렀다.
2023년 1월 25일, 코자는 분데스리가의 VfL 볼프스부르크와 4년 6개월 계약을 맺고 이적했다.

## 사생활
코자는 최초의 몽펠리에 주장 장루이 베송의 손자이다. 그는 칼라브리아 출신의 이탈리아 혈통이다.